# آزادی (اندیمشک)
آزادی شهری در بخش مرکزی شهرستان اندیمشک استان خوزستان ایران است. که در پنج کیلومتر شهر اندیمشک واقع شده  در اسفند ماه ۱۳۹۱ شهرک‌ آزادی به شهر تبدیل شد.

## مردم‌شناسی

### جمعیت
بر پایه سرشماری عمومی نفوس و مسکن در سال ۱۳۹۵ جمعیت این شهر ۴٬۹۵۷ نفر (در ۱٬۳۵۴ خانوار) بوده‌است.